# Castle Bridge

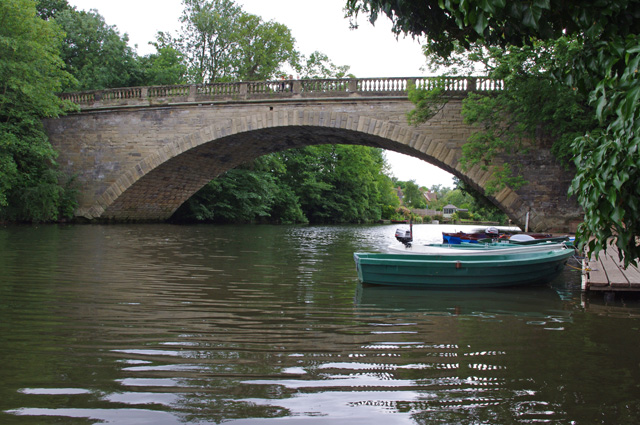
Castle Bridge

Castle Bridge é uma ponte rodoviária listada de grau II * em Warwick, Warwickshire, Inglaterra, sobre o rio Avon.
Em 1788, o Conde de Warwick, George Greville, obteve uma Lei do Parlamento para construir uma nova ponte sobre o Avon. A ponte foi construída entre 1790 e 1793, a um custo de cerca de £ 3.258, cerca de 400 metros a leste do Castelo de Warwick. Consiste num único arco de arenito.